# فيرنر هاسي
فيرنر هاسي (بالألمانية: Werner Haase)‏ (و. 1900 – 1950 م) هو طبيب، وأستاذ جامعي، وجراح من ألمانيا، وألمانيا النازية، ولد في كوتن، كان عضوًا في الحزب النازي، كان عضوًا في كتيبة العاصفة، توفي في سجن بيتالك، عن عمر يناهز 50 عاماً، بسبب سل.